# Шиферець масковий
Ши́ферець масковий (Lophospingus pusillus) — вид горобцеподібних птахів родини саякових (Thraupidae). Мешкає в Південній Америці.

## Опис

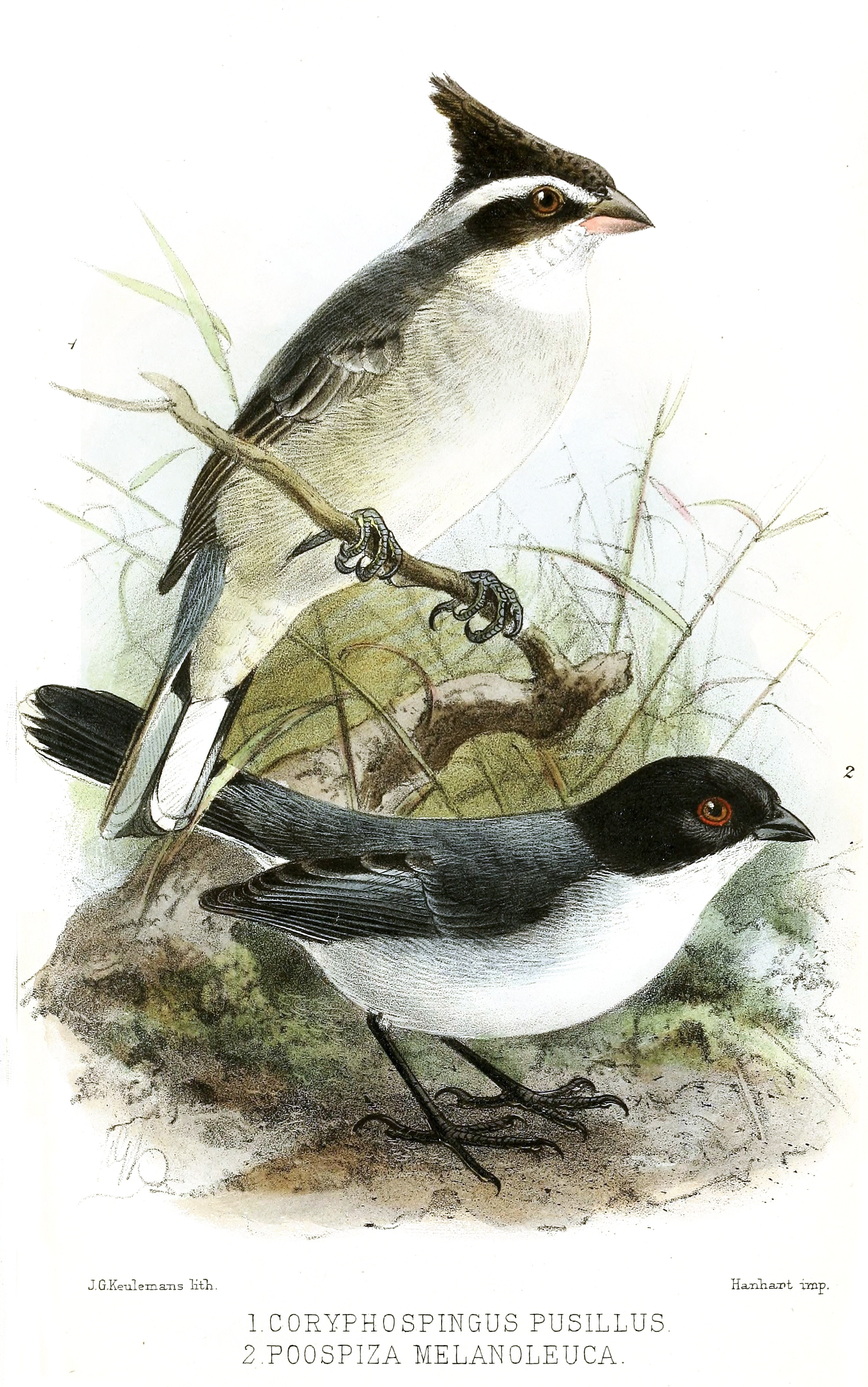
Масковий шиферець (зверху) і чорноголова свертушка (знизу)

Довжина птаха становить 14 см. У самців голова і горло чорні. Над очима широкі білі "брови", на щоках широкі "вуса", що формують на обличчі чорну "маску". Верхня частина тіла, крила і хвіст сірі, за винятком білих кінчиків покривних пер крил і білих крайніх стернових пер. Нижня частина тіла переважно блідо-сіра. На голові характерний прямий гостроконечний чорний чуб. Дзьоб жовтувато-рожевий. Самиці мають дещо більш тьмяне забарвлення, "брови" і "вуса" у них менш чіткі, крила і спина мають коричнюватий відтінок.

## Поширення і екологія
Маскові шиферці мешкають на півдні Болівії, заході Парагваю і півночі Аргентини. Вожни живуть в рідколіссях і сухих чагарникових заростях в регіоні Гран-Чако. Зустрічаються парами або невеликими зграйками, на висоті до 2200 м над рівнем мор, переважно на висоті до 1000 м над рівнем моря. Живляться насінням і дрібними безхребетними, яких шукають на землі. Гнізда будується самцем. Воно має чашоподібну форму, робиться з лишайників і рослинних волокон, скріплюється павутинням, встелюється шерстю і тонкими корінцями.